# بيجن أباد (مشيز بردسير)
بيجن أباد (بالفارسية: بیژن‌آباد) هي قرية تقع في إيران في البلدة المركزية. يقدر عدد سكانها بـ 18 نسمة .